# 마에다 기쿠히메

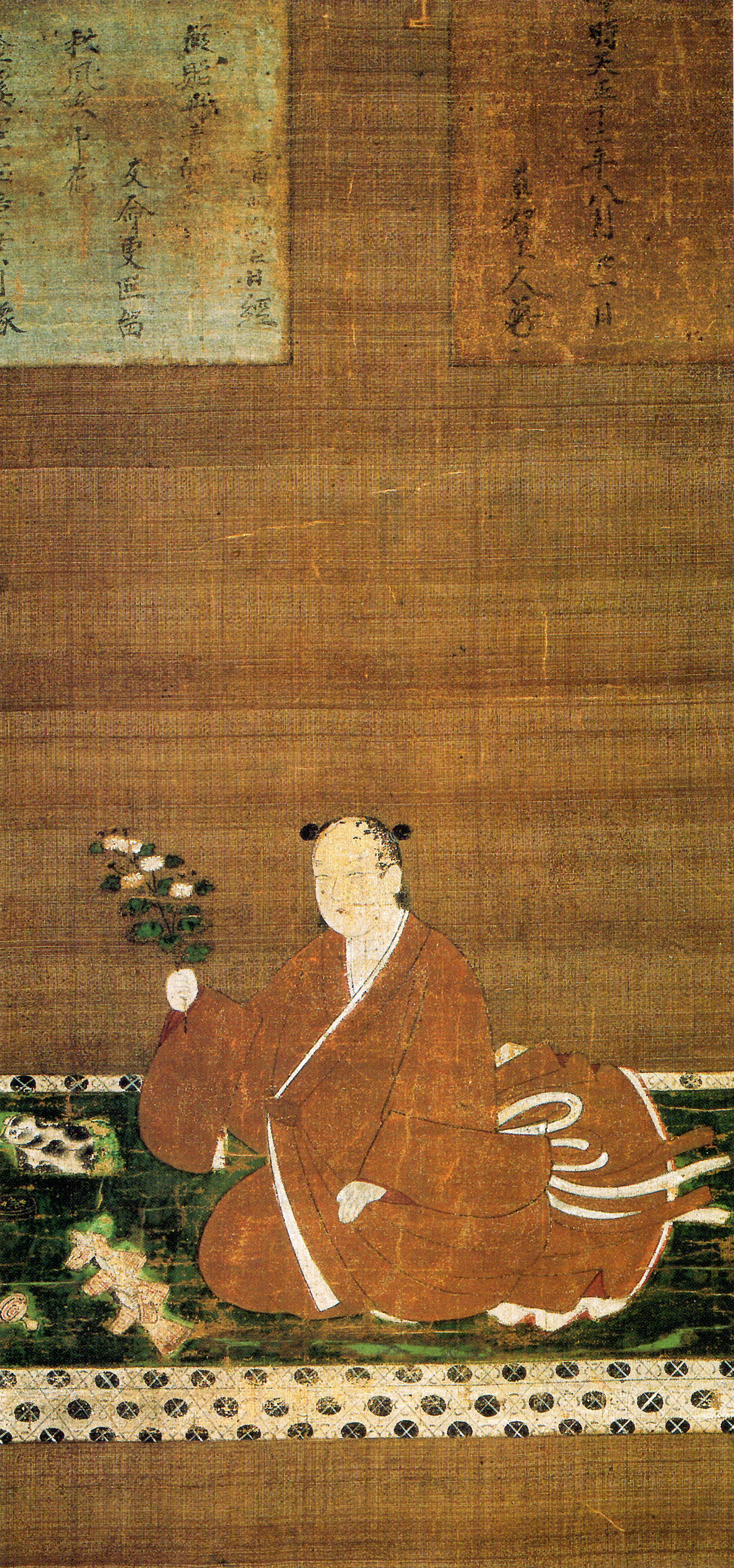
마에다 키쿠히메 초상화 (사이쿄지 소장)

마에다 키쿠히메(일본어: 前田 菊姫 まえだ きくひめ[*], 덴쇼 6년 (1578년) - 덴쇼 12년 8월 21일 (1584년 9월 25일))는 아즈치모모야마 시대의 사람이다. 마에다 토시이에의 6녀이다. 하시바 히데요시의 양녀이다. 생모는 토시이에의 측실인 류코인이다.
마에다 토시이에의 딸로 태어나, 오우미 철물 도매상 니시카와 시게모토의 곁에서 자라, 자식이 없던 하시바 히데요시의 양녀가 되었지만, 1584년에 겨우 7살의 나이로 사망해, 사이쿄지에 묻혔다.
사이쿄지에 초상화가 남아있는데, 머리를 미두량처럼 묶고 그 이름을 따서 오른손에 국화 한송이를 들고, 다다미 위에는 인형과 팽이 등의 장난감이 놓여있다.
시가현의 사이쿄지, 이시카와현의 사이호지에 초상화가 있다.

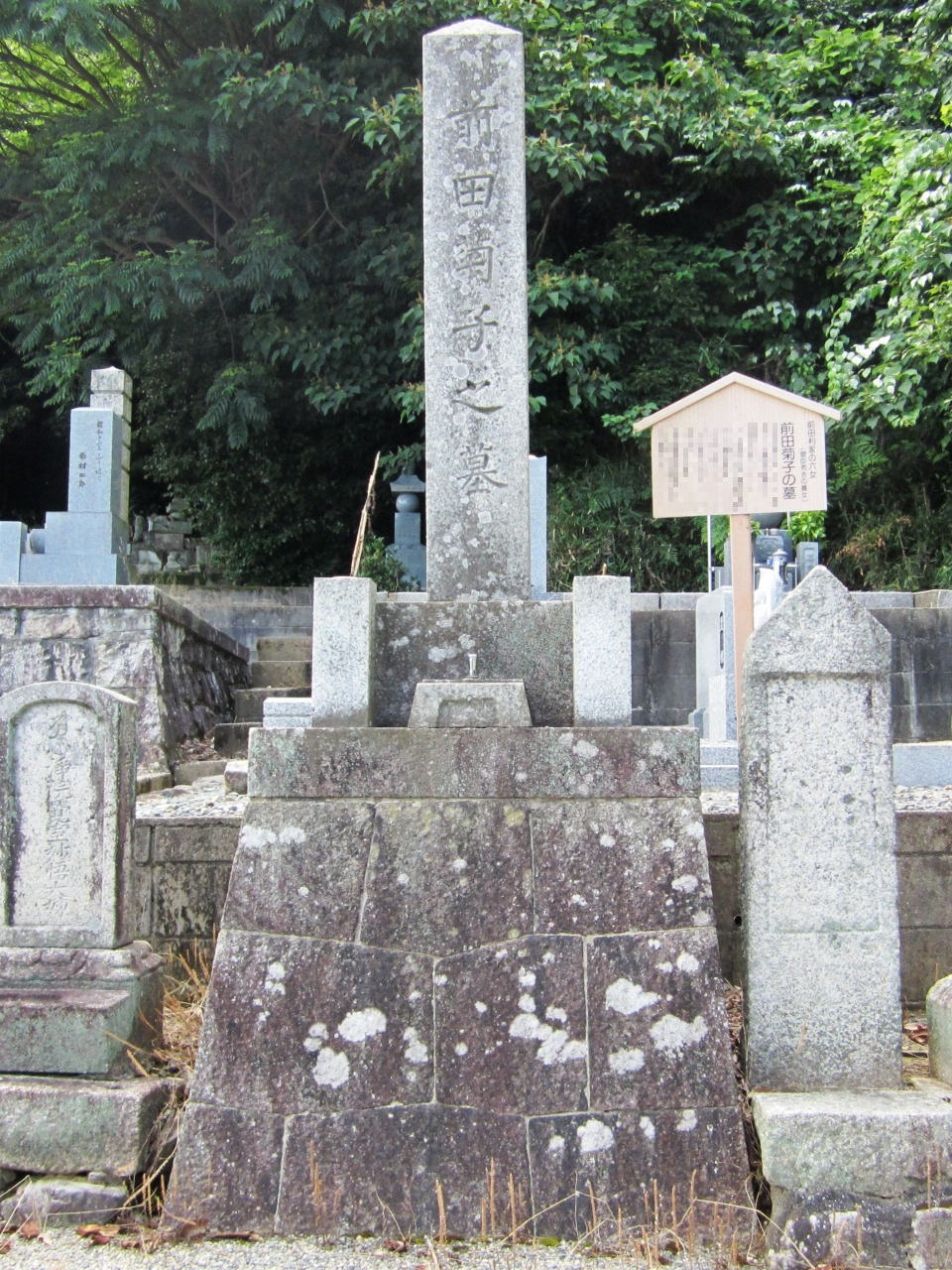
사이쿄지에 있는 키쿠히메의 묘